# رون ويليس
رون ويليس (بالإنجليزية: Ron Willis)‏ (27 ديسمبر 1947 في المملكة المتحدة - ) هو لاعب كرة قدم بريطاني في مركز حراسة المرمى. لعب مع تشارلتون أثلتيك وكولتشستر يونايتد ونادي برينتفورد ونادي ليتون أورينت وArcadia Shepherds F.C. ‏.